# 楊阿壽
楊阿壽（1895年—1987年11月15日），是一位出身臺灣基隆的牙醫師、政治人物及二二八事件受難者。

## 生平
早年，楊阿壽獲周姓友人資助前往日本學習醫學，又在當地加入加入興中會，後經登記成為中國國民黨黨員。返回臺灣後，他先後在桃園、基隆等地開設牙科診所，又獲選為基隆市參議會議員。
1947年3月初，楊阿壽在二二八事件爆發後成為軍隊的緝捕目標之一，他隨即前往臺北藏匿；在緝捕不到楊阿壽的狀況下，軍隊強押其子周金波（因「抽豬母稅」習俗而改姓）與楊國仁至當地軍警機關，楊國仁隨後遭槍殺，周金波則被其妻周李寶玉營救脫險。同時，楊阿壽被冠以「鼓動搶米參加事變」等相關罪名；為求自保，他寫下悔過書（「自新書」）承認相關事物。
二二八事件後，楊阿壽續任基隆市參議會議員，並接任副議長職務，又持續在基隆市仁愛區孝一路經營「長壽齒科醫院」。